# رودخانه دلیس
رودخانه دلیس (به انگلیسی: Delice River) رودخانه‌ای است که در ترکیه جریان دارد.